# 阮輝想
阮輝想（1912年5月6日—1960年7月25日），越南小说家及剧作家。生于今河内市，其早年追随胡志明参加越南独立运动，二战期间开始发表文学作品，越南民主共和国成立后当选为首届越南国会代表，参与创建了越南文学协会、金童出版社。阮辉想博古通今，著作颇丰，长于小说及戏剧文学。著有《武如苏》、《龙池夜会》、《北山》及《與首都永在》等作品，皆收錄于《阮辉想日记》。

## 生平
阮辉想出生于東京保護國北宁省慈山府，家庭崇尚儒家思想。阮辉想年少好学，通读汉文、法文，亦深谙越南历史，其渊博的历史学知识也对其文学作品的文风产生了巨大影响。后来，阮辉想追随胡志明参加了印度支那共产党领导的反法革命活动。在此期间，他开始投身于文学创作，并出版了自己的第一部文学作品《武如苏》，还参加了海防国语传播会等秘密的文化组织，意在透过文艺活动唤起越南民众的民族意识，促成越南独立。
1945年初，阮辉想进入《解放旗》（Cờ giải phóng）、《先锋》（Tiên Phong）杂志的编辑部，為越南独立鼓動宣傳。还前往新潮祠堂（今宣光省新潮社），参与了越盟举办的国民大会。同年8月，越南民主共和国成立，阮辉想成为救国文化组织的骨干成员。1946年，他当选为北越国会的第一届代表，其话剧作品《北山》也于当年首次面向大众演出。
越南民主共和国宣布脱离法国独立后，法国却宣佈当地重歸其統治，越法双方也因谈判失败而爆发战争，在此期间，阮辉想跟随抗战文化团前往越北山区，亦经历了高北諒戰役等多次战役，创作了《高谅纪事》（Ký sự Cao Lạng）。1954年，当选为第一届越南文学协会执行委员，并继续活跃在文艺领域直到1960年逝世。
阮辉想在越南國內受到尊敬，現今一些越南的城市有以他命名的街道以及学校。越南政府亦于1996年向他追赠胡志明奖。

## 文学
阮辉想熟识越南历史，一生创作衆多，其大部分作品描写历史问题，在第二次世界大战期间，其创作的历史类作品不乏借古讽今者。戏剧作品《武如苏》（Vũ Như Tô）是他的处女作，讲述了16世纪初期为后黎朝暴君黎襄翼帝大兴土木的匠人武如苏最终遭到人民惩罚的故事，阮辉想也藉此作品强调了本国学术界对民众所肩负的使命。
阮辉想的另一部剧本《龙池夜会》也被后世学者视为为其事业成功的基石，该作品藉由越南鄭阮紛爭時期鄭主郑森之妃嫔鄧氏蕙及其家族争权夺利的故事，批判了封建君主荒淫腐朽、不谙民间疾苦的生活。越南编剧黄润琴还以此创作了同名电影，成为越南电影史上的经典之作。歷史小說《安姿公主》则藉由蒙越戰爭期间陈朝抵抗外侮、以及陈朝皇女安姿公主的经历，反映了阮辉想对保家卫国者的感恩之情。
越南民主共和国成立后，阮辉想致力于创作赞颂越南人民反法战争的作品，以1940年代谅山省民众反對日法殖民统治的北山起义為藍本的话剧《北山》，以及小说《與首都永在》、剧作《留下来的人》（Những người ở lại），皆为他这一时期的代表作。其中《與首都永在》、《留下来的人》塑造了越南抗法戰爭期间与河内市共存亡的越南战士的形象，这些作品日后也被改编成电影《與首都永在》，并在越南国内多次播出。1950年以后，阮輝想还创作了反映北越土改运动的长篇小说《阿陆哥》（Truyện Anh Lục）、以及中篇小说《四年后》（Bốn năm sau）等作品。除此之外，阮辉想亦热心于儿童文学，也参与创办了以出版少儿图书为主的金童出版社，《安阳王建螺城》（An Dương Vương xây thành ốc）、《六个字的金绣旗》（Lá cờ thêu sáu chữ vàng）、《光中故事》（Kể chuyện Quang Trung）都是他具有代表性的儿童文学作品。